# Korps Nationale Politie
La Polizia nazionale Olandese (in  olandese:  Korps Nationale Politie ) è il corpo di polizia civile dei Paesi Bassi
Dopo una grande riorganizzazione, il Rijkspolitie (polizia nazionale) e il Gemeentepolitie (polizia municipale) furono fusi in 25 Regiokorpsen (forze di polizia regionali) e nel Korps landelijke politiediensten (agenzia dei servizi di polizia nazionali). Ogni corpo lavorava in modo autonomo. Questa struttura durò fino al 1º gennaio 2013. Da quel giorno in poi, la polizia è diventata un'unica organizzazione, il Korps Nationale Politie (corpo di polizia nazionale), suddiviso in dieci unità Regionali (Eenheden), una unità nazionale (Landelijke Eenheid), una accademia di Polizia (Politieacademie) e il centro dei servizi di polizia(Politiedienstencentrum) che gestisce il personale.

## Gradi
| Grado    | Primo commissario capo | Commissario capo | Commissario | Capo ispettore | Ispettore | Sergente |
| Spalline |                        |                  |             |                |           |          |
| Tubolare |                        |                  |             |                |           |          |
| Grado    | Caporale               | Agente capo      | Agente      | Tirocinante    | Aspirante |          |
| Spalline |                        |                  |             |                |           |          |
| Tubolare |                        |                  |             |                |           |          |